# Henry Wimshurst
Henry Wimshurst (1804 – 21 agosto 1884) è stato un ingegnere navale (per la precisione un costruttore navale) britannico del XIX secolo.
Wimshurst era in affari al Ratcliffe Cross Dock nella zona est di Londra. È ricordato principalmente come il costruttore della SS Archimedes, la prima nave a vapore guidata da un'elica a vite al mondo.
Mentre Wimshurst non può prendersi il merito del sistema rivoluzionario di propulsione di Archimedes, che fu un’invenzione di Francis Pettit Smith, ma fu un "ardente sostenitore" di Smith e della sua svolta tecnologica. In seguito avrebbe sostenuto di aver proposto una versione migliorata a due pale dell'elica originale di Smith, che è stata successivamente installata sulla nave.
Dopo aver completato Archimedes nel 1839, Wimshurst costruì una seconda nave a vapore guidata da un'elica a vite nel 1840, "Novelty", descritta come la prima nave mercantile a propulsione a elica del mondo e la prima nave a vapore con elica a vite a fare un viaggio commerciale.
Lo stesso Wimshurst ha avuto una mentalità inventiva e ha depositato una serie di brevetti nel corso della sua carriera. Nel 1854, costruì un motore a vapore rotativo sperimentale, che quando fu installato in una nave a propulsione di 300 tonnellate, secondo quanto riferito, raggiunse un numero di giri di 45 e una velocità massima di 14 miglia all'ora nei test condotti dalla ditta di Boulton & Watt. A titolo di confronto, un paio di motori convenzionali ad azione diretta successivamente installati sulla stessa nave ha raggiunto un numero di giri di 28 e una velocità massima di soli 8 miglia all’ora. Alcuni anni prima, nel 1850, Wimshurst sviluppò uno strumento per misurare la potenza esercitata da un albero a elica: un precursore del torsiometro, uno strumento per misurare la potenza trasmessa dalle turbine.
Henry Wimshurst era il padre di James Wimshurst, un inventore del tardo XIX secolo che sviluppò la macchina di Wimshurst e un primo dispositivo per generare raggi X.